# Scopello
Scopello je italská obec v provincii Vercelli v oblasti Piemont.
K 31. prosinci 2011 zde žilo 410 obyvatel.

## Sousední obce
Boccioleto, Campertogno, Caprile (BI), Crevacuore (BI), Guardabosone, Pettinengo (BI), Pila, Piode, Scopa, Trivero (BI), Valle San Nicolao (BI)